# IZArc
IZArc (pronunciado como easy arc) es un archivador de ficheros o compresor de archivos para Microsoft Windows, desarrollado por el programador búlgaro Ivan Zahariev.
El programa tiene licencia freeware, pero no es de código abierto. Además de los formatos de archivos más comunes comprimidos usados como zip, rar, gzip, tar.gz, bzip2 y 7z, IZArc maneja una inusual cantidad de archivos (48 en total). Otra característica distinguida de IZArc es la habilidad de convertir archivos a formatos diferentes (incluyendo imágenes de CD, archivos autoextraíbles y archivos comunes). Al usar el formato 7z, IZArc logra una alta velocidad de compresión únicamente igualada por 7-Zip.

## Características notables
- Conversión de archivos
- Conversión de imágenes de CD
- Transferencia desde discos a múltiples disquetes u otros medios removibles
- Creación de conjuntos multivolumen
- Fusión de conjuntos multivolumen
- Creación de archives autoextraíbles (SFX)
- UnSFX (Reconversión de .EXE autoextraíble a archives comunes)
- Reparación de archivos dañados
- Codificador/decodificador de UU/XX/MIME
- Cifrado de archivos usando cifrado Rijndael - AES (256-bits)
- Descifrado de archivos .ize
- Soporte para imágenes de CD/DVD (ISO, BIN, MDF, NRG, IMG, C2D, PDI, CDI)
- Integración con menú contextual del Explorador de Windows
- Instalación automática de la mayoría del software distribuido en archivos comprimidos
- Integración con antivirus

## Formatos
IZArc (en su versión 3.81) soporta los siguientes tipos de archivos: 7-ZIP, A, ACE, ARC, ARJ, B64, BH, BIN, BZ2, BZA, C2D, CAB, CDI, CPIO, DEB, ENC, GCA, GZ, GZA, HA, IMG, ISO, JAR, LHA, LIB, LZH, MDF, MBF, MIM, NRG, PAK, PDI, PK3, RAR, RPM, TAR, TAZ, TBZ, TGZ, TZ, UUE, WAR, XXE, YZ1, Z, ZIP y ZOO.

## Problemas conocidos
IZArc tiene soporte incompleto para 7-ZIP; de esta forma, no es capaz de añadir o mover archivos creados con 7-Zip.
IZArc no soporta la edición de imágenes ISO. Además, no es compatible con Unicode [cita requerida]. Aunque IZArc alcanza una velocidad muy alta al comprimir al formato 7z, siendo esta una de las velocidades más rápidas del mercado. Su velocidad de compresión es lenta al procesar otros formatos de archivo.

## Command Line Add-On
IZArc dispone de un agregado que hace funcionar a IZArc bajo la línea de comandos. Esta herramienta puede ser ejecutada desde archivos de proceso por lotes, ejecutar archivos desde scripts u otras aplicaciones. Su versión más reciente es la 1.1.

## Versiónportable
IZArc también tiene disponible una versión portable (oficial) llamada IZArc2Go, que incluye todas las características y funciones de la versión para instalar excepto la integración con el menú contextual del explorador de Windows y la asociación de los tipos de archivo.

## Premios
Ha sido galardonado por varios sitios conocidos de descarga como FileTransit, SnapFiles, SoftNews, Softpedia, WebAttack, etc., por su facilidad de uso y su amplio soporte a diferentes formatos de archivo.